# Джіні Візлі
Джіневра Моллі «Джіні» Поттер, до шлюбу Візлі (англ. Ginevra Molly " Ginny " Potter (née Weasley); 11 серпня 1981) — персонажка серії книг про Гаррі Поттера Джоан Ролінґ. В екранізаціях книжок Джіні втілила британська акторка Бонні Райт.

## Загальні відомості
- Ім'я: Джіневра Моллі Поттер (до шлюбу Візлі)
- Дата народження: 11 серпня 1981 року
- Особливі прикмети: Руде, до плеч волосся
- Навчання у Гоґвортсі: 1992—1999
- Факультет: Ґрифіндор
- Улюблений предмет: Трансфігурація, Зіллєваріння
- Батьки: Моллі (до шлюбу Превет) і Артур Візлі
- Сімейне становище: після дій, описаних у перших семи книгах, одружилася з Гаррі Поттером
- Діти: Джеймс Сіріус Поттер, Албус Северус Поттер і Лілі Луна Поттер

## Ім'я
Персонажка названа на честь легендарної героїні артуріани Ґвіневери, дружини короля Артура. Між королем Артуром і Гаррі Поттером також є низка схожостей, таких як: Артура забрали від батьків у малому віці, щоб навчати магії; навчав його могутній і мудрий чарівник Мерлін (один із прототипів Дамблдора); Артур був обраний долею, щоб зробити велику справу.
В українському перекладі імені натяк на дружину Короля Артура втрачається.

## Зовнішність і риси характеру
Сьома дитина і єдина дівчинка в сім'ї Візлі. Її батьки — Артур і Моллі Візлі, брати — Білл, Чарлі, Персі, Фред, Джордж і Рон Візлі. Джіні, з карими очима і рудим до плечей волоссям, є талановитою чарівницею. Дуже спокійна і врівноважена, у дитинстві вона слухняна, скромна у спілкуванні. Пізніше стала вправною насилачкою заклинань, мала великий успіх у хлопців. Інколи перетворюється на справжній вулкан, і тоді її не спинити. Має добре почуття гумору. Зрозуміти Гаррі їй дуже легко, навіть коли це не вдається Рону і Герміоні (у «Гаррі Поттер і Орден фенікса», коли Гаррі треба було поговорити із Сіріусом). Як і всі молодші діти, мріє бути незалежною. Віддана сім'ї й друзям.

## Подальша доля
Джіні стала знаменитою гравчинею у квідичній команді «Святоголові Гарпії» (англ. Holyhead Harpies), в якій грали лише дівчата, потім почала працювати спортивною коментаторкою в офіційній газеті чарівницького світу «Щоденному Віщуні» (англ. The Daily Prophet). Одружилася з Гаррі Поттером і народила трьох дітей: Джеймса Сіріуса, Албуса Северуса і Лілі Луну.

## Походження
|                          |                          |                          |                          |                          |                          |  |  |              |              |              |              |                |                |                |                |                |                |                |                |                |                |               |               |               |               |             |             |               |               |               |               |               |               |             |             |                 |                 |                 |                 |                 |                 |               |               |               |               |               |               |               |               |               |               |               |               |
|                          |                          |                          |                          |                          |                          |  |  |              |              |              |              |                |                |                |                |                |                |                |                |                |                |               |               |               |               |             |             |               |               |               |               |               |               |             |             |                 |                 |                 |                 |                 |                 |               |               |               |               |               |               |               |               |               |               |               |               |
|                          |                          |                          |                          |                          |                          |  |  |              |              |              |              |                |                |                |                |                |                |                |                |                |                |               |               |               |               |             |             |               |               |               |               |               |               |             |             |                 |                 |                 |                 |                 |                 |               |               |               |               |               |               |               |               |               |               |               |               |
|                          |                          |                          |                          |                          |                          |  |  |              |              |              |              |                |                |                |                |                |                |                |                |                |                |               |               |               |               |             |             |               |               |               |               |               |               |             |             |                 |                 |                 |                 |                 |                 |               |               |               |               |               |               |               |               |               |               |               |               |
|                          |                          |                          |                          |                          |                          |  |  |              |              |              |              | Септимус Візлі | Септимус Візлі | Септимус Візлі | Септимус Візлі | Септимус Візлі | Септимус Візлі |                |                | Цедрелла Блек  | Цедрелла Блек  | Цедрелла Блек | Цедрелла Блек | Цедрелла Блек | Цедрелла Блек |             |             | Містер Превет | Містер Превет | Містер Превет | Містер Превет | Містер Превет | Містер Превет |             |             | Ігнатіус Превет | Ігнатіус Превет | Ігнатіус Превет | Ігнатіус Превет | Ігнатіус Превет | Ігнатіус Превет |               |               | Лукреція Блек | Лукреція Блек | Лукреція Блек | Лукреція Блек | Лукреція Блек | Лукреція Блек |               |               |               |               |
|                          |                          |                          |                          |                          |                          |  |  |              |              |              |              | Септимус Візлі | Септимус Візлі | Септимус Візлі | Септимус Візлі | Септимус Візлі | Септимус Візлі |                |                | Цедрелла Блек  | Цедрелла Блек  | Цедрелла Блек | Цедрелла Блек | Цедрелла Блек | Цедрелла Блек |             |             | Містер Превет | Містер Превет | Містер Превет | Містер Превет | Містер Превет | Містер Превет |             |             | Ігнатіус Превет | Ігнатіус Превет | Ігнатіус Превет | Ігнатіус Превет | Ігнатіус Превет | Ігнатіус Превет |               |               | Лукреція Блек | Лукреція Блек | Лукреція Блек | Лукреція Блек | Лукреція Блек | Лукреція Блек |               |               |               |               |
|                          |                          |                          |                          |                          |                          |  |  |              |              |              |              |                |                |                |                |                |                |                |                |                |                |               |               |               |               |             |             |               |               |               |               |               |               |             |             |                 |                 |                 |                 |                 |                 |               |               |               |               |               |               |               |               |               |               |               |               |
|                          |                          |                          |                          |                          |                          |  |  |              |              |              |              |                |                |                |                |                |                |                |                |                |                |               |               |               |               |             |             |               |               |               |               |               |               |             |             |                 |                 |                 |                 |                 |                 |               |               |               |               |               |               |               |               |               |               |               |               |
| Містер та Місіс Делякури | Містер та Місіс Делякури | Містер та Місіс Делякури | Містер та Місіс Делякури | Містер та Місіс Делякури | Містер та Місіс Делякури |  |  | Біліус Візлі | Біліус Візлі | Біліус Візлі | Біліус Візлі | Біліус Візлі   | Біліус Візлі   |                |                | «Містер Візлі» | «Містер Візлі» | «Містер Візлі» | «Містер Візлі» | «Містер Візлі» | «Містер Візлі» |               |               | Артур Візлі   | Артур Візлі   | Артур Візлі | Артур Візлі | Артур Візлі   | Артур Візлі   |               |               | Молі Превет   | Молі Превет   | Молі Превет | Молі Превет | Молі Превет     | Молі Превет     |                 |                 | Ґідеон Превет   | Ґідеон Превет   | Ґідеон Превет | Ґідеон Превет | Ґідеон Превет | Ґідеон Превет |               |               | Фабіан Превет | Фабіан Превет | Фабіан Превет | Фабіан Превет | Фабіан Превет | Фабіан Превет |
| Містер та Місіс Делякури | Містер та Місіс Делякури | Містер та Місіс Делякури | Містер та Місіс Делякури | Містер та Місіс Делякури | Містер та Місіс Делякури |  |  | Біліус Візлі | Біліус Візлі | Біліус Візлі | Біліус Візлі | Біліус Візлі   | Біліус Візлі   |                |                | «Містер Візлі» | «Містер Візлі» | «Містер Візлі» | «Містер Візлі» | «Містер Візлі» | «Містер Візлі» |               |               | Артур Візлі   | Артур Візлі   | Артур Візлі | Артур Візлі | Артур Візлі   | Артур Візлі   |               |               | Молі Превет   | Молі Превет   | Молі Превет | Молі Превет | Молі Превет     | Молі Превет     |                 |                 | Ґідеон Превет   | Ґідеон Превет   | Ґідеон Превет | Ґідеон Превет | Ґідеон Превет | Ґідеон Превет |               |               | Фабіан Превет | Фабіан Превет | Фабіан Превет | Фабіан Превет | Фабіан Превет | Фабіан Превет |
|                          |                          |                          |                          |                          |                          |  |  |              |              |              |              |                |                |                |                |                |                |                |                |                |                |               |               |               |               |             |             |               |               |               |               |               |               |             |             |                 |                 |                 |                 |                 |                 |               |               |               |               |               |               |               |               |               |               |               |               |
|                          |                          |                          |                          |                          |                          |  |  |              |              |              |              |                |                |                |                |                |                |                |                |                |                |               |               |               |               |             |             |               |               |               |               |               |               |             |             |                 |                 |                 |                 |                 |                 |               |               |               |               |               |               |               |               |               |               |               |               |
| Габріель Делякур         | Габріель Делякур         | Габріель Делякур         | Габріель Делякур         | Габріель Делякур         | Габріель Делякур         |  |  | Флер Делякур | Флер Делякур | Флер Делякур | Флер Делякур | Флер Делякур   | Флер Делякур   |                |                | Білл Візлі     | Білл Візлі     | Білл Візлі     | Білл Візлі     | Білл Візлі     | Білл Візлі     |               |               | Персі Візлі   | Персі Візлі   | Персі Візлі | Персі Візлі | Персі Візлі   | Персі Візлі   |               |               |               |               |             |             |                 |                 |                 |                 | Рон Візлі       | Рон Візлі       | Рон Візлі     | Рон Візлі     | Рон Візлі     | Рон Візлі     |               |               |               |               |               |               |               |               |
| Габріель Делякур         | Габріель Делякур         | Габріель Делякур         | Габріель Делякур         | Габріель Делякур         | Габріель Делякур         |  |  | Флер Делякур | Флер Делякур | Флер Делякур | Флер Делякур | Флер Делякур   | Флер Делякур   |                |                | Білл Візлі     | Білл Візлі     | Білл Візлі     | Білл Візлі     | Білл Візлі     | Білл Візлі     |               |               | Персі Візлі   | Персі Візлі   | Персі Візлі | Персі Візлі | Персі Візлі   | Персі Візлі   |               |               |               |               |             |             |                 |                 |                 |                 | Рон Візлі       | Рон Візлі       | Рон Візлі     | Рон Візлі     | Рон Візлі     | Рон Візлі     |               |               |               |               |               |               |               |               |
|                          |                          |                          |                          |                          |                          |  |  |              |              |              |              |                |                |                |                |                |                |                |                |                |                |               |               |               |               |             |             |               |               |               |               |               |               |             |             |                 |                 |                 |                 |                 |                 |               |               |               |               |               |               |               |               |               |               |               |               |
|                          |                          |                          |                          |                          |                          |  |  |              |              |              |              |                |                |                |                |                |                |                |                |                |                |               |               |               |               |             |             |               |               |               |               |               |               |             |             |                 |                 |                 |                 |                 |                 |               |               |               |               |               |               |               |               |               |               |               |               |
|                          |                          |                          |                          |                          |                          |  |  |              |              |              |              | Вікторія Візлі | Вікторія Візлі | Вікторія Візлі | Вікторія Візлі | Вікторія Візлі | Вікторія Візлі |                |                | Чарлі Візлі    | Чарлі Візлі    | Чарлі Візлі   | Чарлі Візлі   | Чарлі Візлі   | Чарлі Візлі   |             |             | Фред Візлі    | Фред Візлі    | Фред Візлі    | Фред Візлі    | Фред Візлі    | Фред Візлі    |             |             | Джордж Візлі    | Джордж Візлі    | Джордж Візлі    | Джордж Візлі    | Джордж Візлі    | Джордж Візлі    |               |               | Джіні Візлі   | Джіні Візлі   | Джіні Візлі   | Джіні Візлі   | Джіні Візлі   | Джіні Візлі   |               |               |               |               |